# Lawrence Booth
Lawrence Booth (Lancashire, circa 1420-Nottinghamshire, el 19 de mayo de 1480) fue un arzobispo católico inglés durante la Baja Edad Media.

## Biografía
Hijo de John Booth, era hermano menor de sir Robert Booth, entonces señor de Dunham Massey.
Educado en la Universidad de Cambridge, donde fue profesor antes de quedarse como director de su college, Pembroke Hall (actualmente Pembroke College), desde 1450 hasta su muerte en el 1480.
En 1456 fue nombrado deán de la catedral de San Pablo de Londres y un año después, en agosto de 1457, príncipe-obispo de Durham. En 1476 se incardinó como arzobispo de York, sucediendo a George Neville.
También ocupó diversos cargos en la corte real inglesa, incluyendo el de lord del Sello Privado de 1456 a 1460 y lord-guardián del Gran Sello Real de los años 1473-74.

### Las armas de la familia Booth
Blasón: De plata tres cabezas de jabalí erguidas de sable.

Lema: «Quod ero spero» (en latín).